# Seznam nadnárodních bank
Tento seznam globálně systémově relevantních bank (anglicky List of Global Systemically Important Banks – G-SIBs) je souhrn výsledků systémově relevantních bank světa vydávaný Radou finanční stability (Financial Stability Board, zkr. FSB). Globálně systémově relevantní banky jsou podskupinou Systémově relevantního finančního institutu (anglicky Systemically Important Financial Institutions – SIFIs).
Seznam je každoročně aktualizován a v listopad každého roku zveřejňován. Při každé aktualizaci může dojít k přidání, či vyškrtnutí ze seznamu, stejně tak není pevně stanoven celkový počet bank.

## Aktuální seznam
Seznam, který byl zveřejněn v listopadu 2017 a předchozí aktualizované seznamy od roku 2012, obsahuje následujících 30 obchodních bank:
| Skupina | Vyjádření | Banka                                   | Stát               | Uváděna od |
| ------- | --------- | --------------------------------------- | ------------------ | ---------- |
| 5       | 3,5 %     | (prázdná)                               |                    |            |
| 4       | 2,5 %     | JPMorgan Chase                          | USA                | 2011       |
| 3       | 2 %       | Bank of America                         | USA                | 2011       |
| 3       | 2 %       | Citigroup                               | USA                | 2011       |
| 3       | 2 %       | Deutsche Bank                           | Německo            | 2011       |
| 3       | 2 %       | HSBC                                    | Spojené království | 2011       |
| 2       | 1,5 %     | Bank of China                           | Čína               | 2011       |
| 2       | 1,5 %     | Barclays                                | Spojené království | 2011       |
| 2       | 1,5 %     | BNP Paribas                             | Francie            | 2011       |
| 2       | 1,5 %     | China Construction Bank                 | Čína               | 2015       |
| 2       | 1,5 %     | Goldman Sachs                           | USA                | 2011       |
| 2       | 1,5 %     | Industrial and Commercial Bank of China | Čína               | 2013       |
| 2       | 1,5 %     | Mitsubishi UFJ FG                       | Japonsko           | 2011       |
| 2       | 1,5 %     | Wells Fargo                             | USA                | 2011       |
| 1       | 1 %       | Agricultural Bank of China              | Čína               | 2014       |
| 1       | 1 %       | Bank of New York Mellon                 | USA                | 2011       |
| 1       | 1 %       | Credit Suisse                           | Švýcarsko          | 2011       |
| 1       | 1 %       | Group Crédit Agricole                   | Francie            | 2011       |
| 1       | 1 %       | ING Bank                                | Nizozemsko         | 2011       |
| 1       | 1 %       | Mizuho Financial Group                  | Japonsko           | 2011       |
| 1       | 1 %       | Morgan Stanley                          | USA                | 2011       |
| 1       | 1 %       | Nordea                                  | Švédsko            | 2011       |
| 1       | 1 %       | Royal Bank of Canada                    | Kanada             | 2017       |
| 1       | 1 %       | Royal Bank of Scotland                  | Spojené království | 2011       |
| 1       | 1 %       | Santander                               | Španělsko          | 2011       |
| 1       | 1 %       | Société Générale                        | Francie            | 2011       |
| 1       | 1 %       | Standard Chartered                      | Spojené království | 2012       |
| 1       | 1 %       | State Street                            | USA                | 2011       |
| 1       | 1 %       | Sumitomo Mitsui FG                      | Japonsko           | 2011       |
| 1       | 1 %       | UBS                                     | Švýcarsko          | 2011       |
| 1       | 1 %       | Unicredit Group                         | Itálie             | 2011       |

## Dříve uváděné banky
V předhozích seznamech byly zahrnuty také následující banky, jako globálně systémově relevantní:
| Banka                | Stát               | od   | do   | Důvod vyřazení                                 |
| -------------------- | ------------------ | ---- | ---- | ---------------------------------------------- |
| Dexia                | Belgie             | 2011 | 2012 | probíhající reorganizace                       |
| Commerzbank          | Německo            | 2011 | 2012 | klesající význam na poli mezinárodního obchodu |
| Lloyds Banking Group | Spojené království | 2011 | 2012 | klesající význam na poli mezinárodního obchodu |
| BBVA                 | Španělsko          | 2012 | 2015 |                                                |
| Groupe BPCE          | Francie            | 2011 | 2016 |                                                |